# Thomas W. Naylor Beckett
Thomas W. Naylor Beckett (1838 o 1839- 1906) fue un cafetero y plantador de té cingalés, nacido en Inglaterra, y también botánico, pteridólogo, y briólogo notable, que recogió allí y en el noroeste del Himalaya, entre 1882 y c. 1900.

## Biografía
No publicó ninguna descripción de musgos (que coleccionó mientras en Ceilán) - muchos de sus ejemplares, aunque registrados en "Musci der flora von Buitenzorg" de Max Fleischer. Emigró a Nueva Zelanda, donde también recolectó. Su colección principal de pteridófitas se halla en el Museo Mundial de Liverpool.
Su material de briófitas, en Kew Gardens, fue trasladado al Museo Británico de Historia Natural aproximadamente en 1961, en los términos del Acuerdo de Morton. La Universidad de Canterbury y de Christchurch alberga unos 12.000 de sus ejemplares. Beckett fue uno de los tres briólogos aficionados activos en Christchurch, los otros dos son Robert Brown (1824-1906) y Thomas George Wright (1831-1914).
Se casó con Sarah Tolson Clint (1838 - 8 de junio de 1921) y tuvieron hijos. Uno de ellos, Alfred Charles, murió en la isla de cuatro años y medio de edad el 24 de diciembre de 1878. Cuando sus cultivos fracasaron, la familia se mudó a Nueva Zelanda y se estableció en Fendalton en 1884, donde Beckett trabajó como huertero frutal.
Beckett era bien conocido en los círculos científicos en todo el mundo. El estudio de musgos y líquenes fueron su principal campo de interés, y poseyó valiosas colecciones de musgos de Nueva Zelanda y extranjeros. Cuando se asentó en Christchurch mantuvo correspondencia con varios botánicos locales, entre ellos Thomas George Wright, solicitando información sobre asuntos briológicos del país, y ofreciendo intercambiar especímenes. Beckett guardaba todas las respuestas, y éstos, junto con su correspondencia botánico, local y extranjero, se hallan en el Museo de Canterbury. Además hay especímenes de N. Zelanda, Nepal, Sri Lanka, Sudáfrica, Polinesia Francesa.

## Algunas publicaciones

### Libros
- . 2013.

- . 2008.

## Honores

### Membresías
- de la Sociedad Linneana de Londres
- del Instituto Filosófico de Canterbury

### Eponimia
- (Araceae) Cryptocoryne beckettii Thwaites ex Trim.[8]

- (Melastomataceae) Osbeckia beckettii Alston[9]

- (Poaceae) Andropogon beckettii Thwaites ex Hook.f.[10]
- La abreviatura «Beckett» se emplea para indicar a Thomas W. Naylor Beckett como autoridad en la descripción y clasificación científica de los vegetales.[11]